# Merimnetria epermeniella
Merimnetria epermeniella là một loài bướm đêm thuộc họ Gelechiidae. Nó là loài đặc hữu của Kauai.